# زتا-کاروتن
زتا کاروتن (انگلیسی: Zeta-Carotene) یا ζ-Carotene نوعی کاروتنوئید آسیکلیک است.